# Доссор
Доссор (каз. Доссор) — посёлок городского типа в Макатском районе Атырауской области Казахстана. Административный центр и единственный населённый пункт Доссорской поселковой администрации. Расположен в 95 км к северо-востоку от областного центра города Атырау. Код КАТО: 235235100.
Железнодорожная станция на участке Атырау — Кандыагаш Урало-Каспийского железнодорожного хода. Один из первых центров добычи нефти в Эмбинском нефтяном районе. В Доссоре размещены предприятия объединения «Эмбамунай», крупное нефтедобывающее предприятие «Доссормунай» и другие.

## История
Основан в 1911 году в связи с разработкой Доссорского месторождения нефти. Строительство узкоколейной железной дороги Атырау (Гурьев) — Доссор (1926) и железной дороги Атырау (Гурьев) — Кандыагаш (1940) способствовало дальнейшему росту посёлка.
10 февраля 1934 года Президиум ВЦИК постановил «2. В дополнение к утверждённым уже постановлениями Президиума ВЦИК 1 ноября 1932 года (СУ, N 84, ст. 365) и 27 декабря 1933 года (СУ, 1934, N 3, ст. 18) рабочим поселкам Арысь, Аягуз, Ильич и Карсакпай преобразовать в рабочие поселки, с присвоением им новых наименований, следующие населённые пункты Казакской АССР: е) в Испульском районе, Гурьевского округа, Западно-казакстанской области, вновь возникшие населенные пункты при промыслах Доссор, Кошчагиль и Макат в рабочий посёлок, с теми же названиями».
По одной из версии, Доссорская нефть играла ключевую роль в обеспечении топливом для танков, самолетов и другой техники в годы Великой Отечественной Войны (ВОВ), Второй мировой войны 1941-1945. Одним из лидеров в руководстве районной ячейки был Кали Юсупов (1907-1988), который был ответственным за добычу нефти в эти годы. Под его руководством местоположение выигрывало 9 раз переходящее трудовое Красное Знамя как доблестный трудовой коллетив.  Доссорская нефть по составу была очень легкой и схожей по составу к топливу, что сразу заливалась в баки техники.

## Население
| 1939    | 1959  | 1970  | 1979  | 1989  | 1999  | 2009    |
| ------- | ----- | ----- | ----- | ----- | ----- | ------- |
| 8392    | ↗9511 | ↘8256 | ↗8806 | ↘8600 | ↗9283 | ↗11 470 |
| 2021    |       |       |       |       |       |         |
| ↗13 806 |       |       |       |       |       |         |